# Аллиярова, Ситора Абылаевна
Сито́ра Абылаевна Аллия́рова (род. 23 ноября 1999) — казахстанская кёрлингистка и тренер по кёрлингу.
В составе женской сборной Казахстана участник четырёх Тихоокеанско-азиатских чемпионатов (лучший результат — бронзовые призёры в 2021), зимней Универсиады 2017 (заняли десятое место) и зимних Азиатских игр 2017 (заняли четвёртое место). В составе смешанной сборной Казахстана участник трёх чемпионатов мира (лучший результат — двадцать первое место в 2019). В составе смешанной парной сборной Казахстана участник двух чемпионатов мира (лучший результат — двадцать третье место в 2018).

## Достижения
- Тихоокеанско-азиатский чемпионат по кёрлингу: бронза (2021).

## Команды
| Сезон                                                           | Четвёртый        | Третий                | Второй              | Первый                 | Запасной                                  | Турниры                           |
| --------------------------------------------------------------- | ---------------- | --------------------- | ------------------- | ---------------------- | ----------------------------------------- | --------------------------------- |
| 2016—17                                                         | Рамина Юничева   | Анастасия Сургай      | Камила Баканова     | Diana Torkina          | Ситора Аллиярова тренер: Виктор Ким       | ТАЧ 2016 (7 место)                |
| 2016—17                                                         | Рамина Юничева   | Анастасия Сургай      | Камила Баканова     | Ситора Аллиярова       | Зарина Кахарова тренер: Ольга Тен         | ЗУ 2017 (10 место)                |
| 2016—17                                                         | Рамина Юничева   | Анастасия Сургай      | Камила Баканова     | Diana Torkina          | Ситора Аллиярова тренер: Дэниел Ким       | ЗАИ 2017 (4 место)                |
| 2018—19                                                         | Ситора Аллиярова | Anastassiya Spirikova | Ангелина Эбауэр     | Regina Ebauyer         | Yekaterina Kolykhalova тренер: Виктор Ким | ТАЧ 2018 (5 место)                |
| 2019—20                                                         | Ситора Аллиярова | Anastassiya Spirikova | Ангелина Эбауэр     | Yekaterina Kolykhalova | Tilsimay Alliyarova тренер: Эркки Лилл    | ТАЧ 2019 (7 место)                |
| 2021—22                                                         | Ангелина Эбауэр  | Ситора Аллиярова      | Tilsimay Alliyarova | Regina Ebauyer         | Ayazhan Zhumabek тренер: Эркки Лилл       | ТАЧ 2021                          |
| Кёрлинг среди смешанных команд (mixed curling, микст)           |                  |                       |                     |                        |                                           |                                   |
| 2017—18                                                         | Виктор Ким       | Ситора Аллиярова      | Абылайхан Жузбай    | Ангелина Эбауэр        | тренер: Муздыбай Кудайбергенов            | ЧМСК 2017 (35 место)              |
| 2018—19                                                         | Виктор Ким       | Ситора Аллиярова      | Абылайхан Жузбай    | Ангелина Эбауэр        | тренер: Roman Kazimirchik                 | ЧМСК 2018 (34 место)              |
| 2019—20                                                         | Ситора Аллиярова | Абылайхан Жузбай      | Ангелина Эбауэр     |                        | тренер: Yekaterina Kolykhalova            | ЧМСК 2019 (21 место)              |
| Кёрлинг среди смешанных пар (mixed doubles curling, микст-дабл) |                  |                       |                     |                        |                                           |                                   |
| 2017—18                                                         | Абылайхан Жузбай | Ситора Аллиярова      |                     |                        | тренер: Виктор Ким                        | ЧМСП 2018 (23 место)              |
| 2018—19                                                         | Абылайхан Жузбай | Ситора Аллиярова      |                     |                        | тренер: Виктор Ким                        | ЧМСП 2019 (25 место)              |
| 2019—20                                                         | Абылайхан Жузбай | Ситора Аллиярова      |                     |                        |                                           | ЧМСП 2020 (квал. 2019) (21 место) |

(скипы выделены полужирным шрифтом)

## Результаты как тренера национальных сборных
| Год  | Турнир                                            | Сборная                            | Место |
| ---- | ------------------------------------------------- | ---------------------------------- | ----- |
| 2018 | Тихоокеанско-азиатский чемпионат по кёрлингу 2018 | Казахстан (мужчины)                | 8     |
| 2024 | Зимние юношеские Олимпийские игры 2024            | Казахстан (юниоры, смешанная пара) | 18    |